# Dragu (Sălaj)
Pour les articles homonymes, voir Dragu.
Dragu (en hongrois Drág) est une commune roumaine du județ de Sălaj, dans la région historique de Transylvanie et dans la région de développement du Nord-ouest.

## Géographie
La commune de Dragu est située dans le sud-est du județ, à la limite avec le județ de Cluj, sur le plateau du Someș, à 44 km au sud-est de Zalău, le chef-lieu du județ.
La municipalité est composée des cinq villages suivants (population en 2002) :
- Adalin (239) ;
- Dragu (767), siège de la commune ;
- Fântânele (52) ;
- Ugruțiu (95) ;
- Voivodeni (420).

## Histoire
La première mention écrite de la commune date de 1332 sous le nom hongrois de Drág.
La commune, qui appartenait au royaume de Hongrie, faisait partie de la principauté de Transylvanie et elle en a donc suivi l'histoire.
Après le compromis de 1867 entre Autrichiens et Hongrois de l'empire d'Autriche, la principauté de Transylvanie disparaît et, en 1876, le royaume de Hongrie est partagé en comitats. Dragu intègre le comitat de Szilágy (Szilágymegye).
À la fin de la Première Guerre mondiale, l'Empire austro-hongrois disparaît et la commune rejoint la Grande Roumanie.
En 1940, à la suite du deuxième arbitrage de Vienne, elle est annexée par la Hongrie jusqu'en 1944. Elle réintègre la Roumanie après la Seconde Guerre mondiale.

## Politique
| Période                                  | Période  | Identité     | Étiquette | Qualité |
| ---------------------------------------- | -------- | ------------ | --------- | ------- |
| Les données manquantes sont à compléter. |          |              |           |         |
| 2008                                     | En cours | Rodica Lazăr | PNL       |         |

| Parti | Parti                                                 | Sièges |
| ----- | ----------------------------------------------------- | ------ |
|       | Parti national libéral (PNL)                          | 4      |
|       | Parti social-démocrate (PSD)                          | 1      |
|       | Union nationale pour le progrès de la Roumanie (UNPR) | 4      |

## Religions
En 2002, la composition religieuse de la commune était la suivante :
- Chrétiens orthodoxes, 89,70 % ;
- Pentecôtistes, 8,20 %.

## Démographie
En 1910, à l'époque austro-hongroise, la commune comptait 3 443 Roumains (94,35 %), 81 Hongrois (2,22 %) et 40 Allemands (1,10 %).
En 1930, on dénombrait 3 604 Roumains (95,42 %), 25 Hongrois (0,66 %), 32 Juifs (0,85 %) et 116 Tsiganes (3,07 %).
En 1956, après la Seconde Guerre mondiale, 3 946 Roumains (96,22 %) côtoyaient 17 Hongrois (0,41 %) et 138 Tsiganes (3,37 %).
En 2002, la commune comptait 1 205 Roumains (76,66 %), 9 Hongrois (0,57 %) et 359 Tsiganes (22,82 %). On comptait à cette date 916 ménages et 872 logements.
| 1850  | 1880  | 1900  | 1910  | 1920  | 1930  | 1941  | 1956  | 1966  |
| ----- | ----- | ----- | ----- | ----- | ----- | ----- | ----- | ----- |
| 2 845 | 3 198 | 3 469 | 3 649 | 3 413 | 3 777 | 4 216 | 4 101 | 3 517 |

| 1977  | 1992  | 2002  | 2007  | - | - | - | - | - |
| ----- | ----- | ----- | ----- | - | - | - | - | - |
| 2 607 | 1 548 | 1 573 | 1 373 | - | - | - | - | - |

## Économie
L'économie de la commune repose sur l'agriculture (céréales) et l'exploitation des forêts.

## Communications

### Routes
Dragu est située sur la route régionale DJ109 qui mène vers Hida au nord-ouest et vers le județ de Cluj au sud-est. La route DJ151 rejoint le village de Voivodeni.

## Lieux et monuments

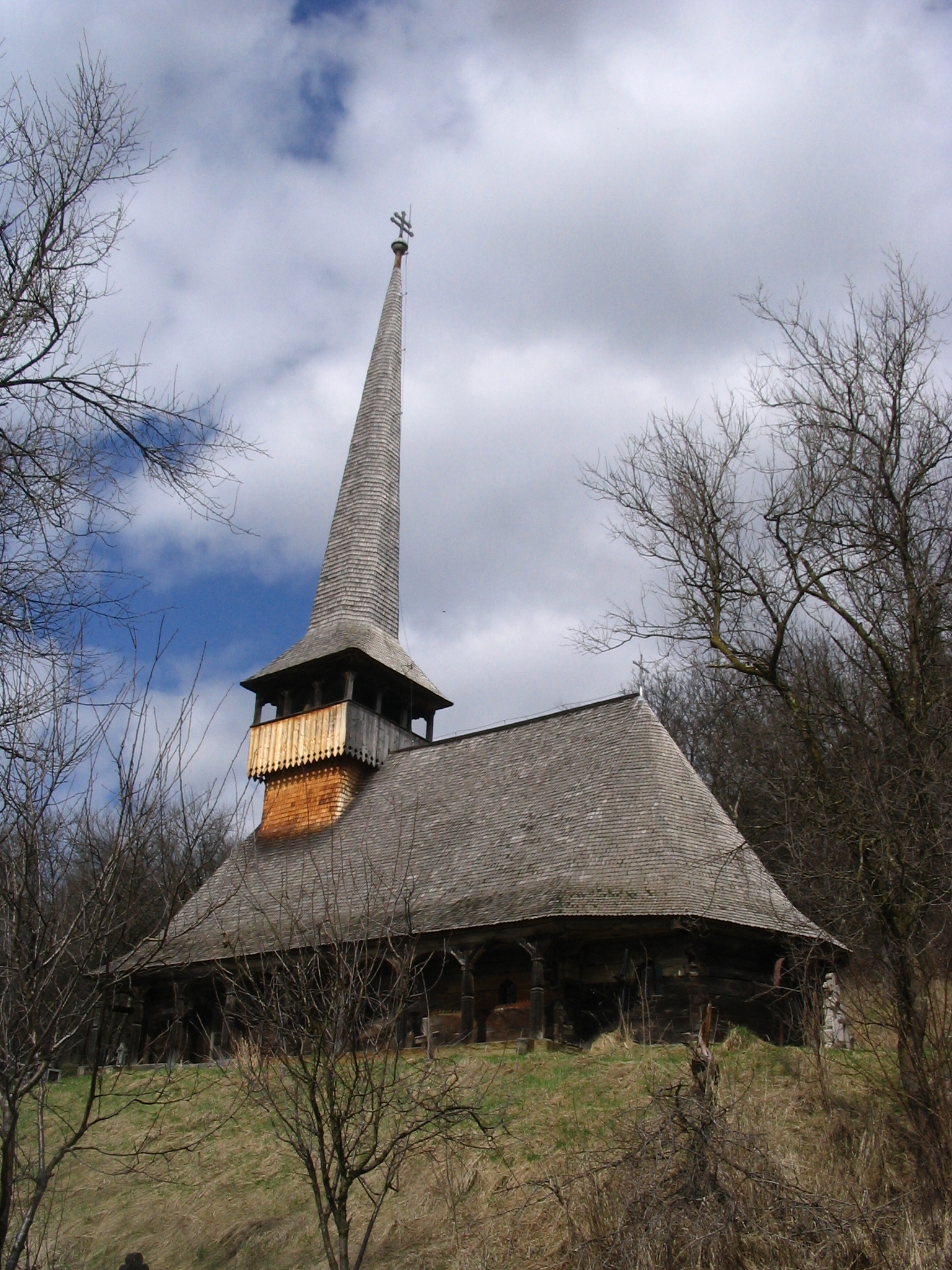
L'église en bois de Voivodeni

- Dragu, église en bois St Basile le Grand (Sf. Vasile cel Mare) de 1809[6].

- Dragu, château Bethlen (XVIIIe et XIXe siècles).

- Voivodeni, église en bois des Sts Archanges de 1822[7].